# پلاسیدو د کاسترو
پلاسیدو د کاسترو (به پرتغالی: Plácido de Castro, Acre) یکی از شهرستان های برزیل است که در اکری واقع شده‌است.

## خصوصیات
پلاسیدو د کاسترو ۲٬۰۴۷ کیلومترمربع مساحت و ۱۷٬۲۵۸ نفر جمعیت دارد.